# Ok2
Ok2 – polskie oznaczenie na PKP parowozów saksońskich serii XII {\displaystyle {\mathfrak {H}}}2 produkowanych w niemieckich zakładach w latach 1910–1927.

## Historia
Począwszy od 1910 roku saksońska fabryka Sächsische Maschinenfabrik produkowała dla Królewskich Państwowych Kolei Saksońskich serię parowozów osobowych. Ogółem zbudowano 159 lokomotyw dla kolei saksońskich. 124 lokomotywy saksońskie zostały następnie przejęte przez koleje niemieckie DR, gdzie otrzymały niemieckie oznaczenie.
Po II Wojnie Światowej na PKP trafiło 5 parowozów tego typu. Jeden z nich (Ok2-1) został przekazany Czechosłowacji jeszcze w 1945 roku. Pozostałe służyły na kolejach Polskich do lat 50. XX wieku. Jako ostatni z inwentarza parowozów tego typu został skreślony Ok2-3 dnia 24 września 1953. Lokomotywa pełniła wówczas służbę w parowozowni Legnica.